# Мираз
Мираз (англ. Miraz; ?-2303) — персонаж-антагонист книги «Принц Каспиан» Клайва Стейплза Льюиса, узурпатор трона государства Тельмар.
Полный титул: Мираз Узурпатор, король Нарнии, Император Одиноких островов, Владыка Тельмара (англ. Miraz the Usurper, King of Narnia, Emperor of the Lone Islands, Lord of Telmar).

## Биография
Точная дата рождения Мираза не известна, но известно, что у него был брат — Каспиан IX, который стал королём Нарнии. Однако в 2290 году Мираз убил своего брата в погоне за властью. У убитого короля остался маленький сын-наследник Каспиан, в силу возраста не способный править страной. Мираз взял на себя роль лорда-протектора, а после смерти королевы, матери юного принца, постепенно уничтожил сторонников бывшего короля: кого-то отправил на опасное задание, кого-то объявил сумасшедшим, а кто-то «случайно» погиб на охоте. Убрав всех противников, Мираз под хор льстецов провозгласил себя королём. Воспитание Каспиана он поручил старой няне, которая втайне от короля рассказывала принцу сказки о былых временах. Когда Мираз узнал об этом, он удалил её от двора, а в наставники Каспиану назначил доктора Корнелиуса.
Пока у Мираза не было наследника, он готовил на своё место племянника. Но когда у его жены Прунапризмии родился сын, то Каспиан стал помехой на пути новорожденного к престолу. Хотя Каспиан успел вовремя бежать из замка, Мираз вскоре обнаружил его местоположение и двинулся в поход против принца и его сторонников — говорящих животных и мифических существ, которых тот успел собрать вокруг себя. Войско Каспиана переместилось к холму Каменного стола, но разведчики Мираза нашли их и там. Силы короля превосходили силы его племянника, и периодические стычки оканчивались победой королевских солдат.
Когда в лагерь Каспиана пришли Питер, Эдмунд, Сьюзен и Люси, Питер вызвал Мираза на поединок, который должен был решить судьбу долгого противостояния. Мираз, осознавая своё преимущество, мог бы и не принимать вызов, но его лорды Глозел и Сопеспиан, мечтавшие занять его место, подговорили короля согласиться на бой. Когда поединок начался, Мираз оказался серьёзным противником для Питера, и шансы на победу у последнего были крайне невелики. Неожиданно Мираз споткнулся и упал, а лорды Глозел и Сопеспиан воспользовались этим, чтобы объявить об убийстве короля и скомандовать наступление на нарнийцев. Попутно Глозел подошёл к Миразу и убил его, пока тот не успел встать на ноги. После смерти короля атака тельмарийцев была отбита, и Каспиан стал новым королём Нарнии.

## Кино
- В экранизации ВВС 1989 года роль Мираза сыграл Роберт Ланг[англ.].
- В фильме 2008 года Мираза играл актёр Серджо Кастеллитто.
- В отличие от книги и сериала в фильме «Принц Каспиан» Мираз играет одну из главных ролей и участвует в нескольких важных сценах, которых не было в книге. На начало фильма Мираз является не королём, а одним из лордов-советников. Он организует убийство Каспиана, после чего использует бегство принца, чтобы обвинить нарнийцев в его пропаже, выставить себя в качестве защитника нации и начать военные действия. Позже нападение на замок даёт Миразу повод объявить Каспиана преступником и самому взойти на престол. Однако он оказывается нерасчётливым политиком. Избавившись от тех, кто был верен отцу принца Каспиана, Мираз уверен, что те, кто остались, слабы, безвольны и не смогут противостоять ему. Поэтому он упускает из виду предательство Сопеспиана и недовольство Глозела, что в итоге приводит его к поражению на дуэли, а потом смерти.

## Интересные факты
- Подобно королю Клавдию из пьесы «Гамлет» Мираз захватил власть, убив собственного брата, и вступил в конфликт с сыном убитого — наследником престола[1]. В фильме сходство усилено тем, что Мираз убил брата, когда тот спал, как это сделал Клавдий.
- Согласно «Past Watchful Dragons», основанной на рукописи Льюиса и опубликованной его секретарём Уолтером Хупером, Мираз правил с 2290 по 2303 гг. по нарнийскому летосчислению.
- Поскольку у Льюиса были сложные отношения с отцом, у многих героев Хроник Нарнии возникают проблемы с отцами или теми, кто их заменяет. Таковы отношения и между Каспианом и Миразом.